# Cerynea albivitta
Cerynea albivitta är en fjärilsart som beskrevs av George Francis Hampson 1918. Cerynea albivitta ingår i släktet Cerynea och familjen nattflyn. Inga underarter finns listade i Catalogue of Life.